# Renterisiko
Renterisiko er risikoen for, at værdien af en portefølje af rentebærende værdipapirer ændres, som følge af en ændring af renteniveauet i de finansielle markeder. Et rentebærende værdipapir er f.eks. en obligation.
Renterisikoen opgøres ved beregning af varighed, rentefølsomhed eller Value-at-Risk.